# أوران (جبل)
جبل أَوْرَان (بفتح الهمزة وسكون الواو، بعدها راء مهملة مفتوحة ثم ألفٌ، فنون) هو جبل في ديار قبيلة بلقرن يصل ارتفاعه إلى 2300 متر عن سطح البحر، ويقع شمال شرقي قرى آل الزارية في محافظة بلقرن في منطقة عسير في المملكة العربية السعودية.